# Floreana
Floreana – wyspa w archipelagu Galapagos, należącym do Ekwadoru. Jest jedną z najdalej na południe wysuniętych wysp archipelagu.

## Historia
Floreana, jak wszystkie wyspy archipelagu, jest pochodzenia wulkanicznego. Była to pierwsza zasiedlona przez ludzi wyspa Galapagos, już w latach 1807-09 mieszkał na niej Irlandczyk Patrick Watkins. Jeszcze w 1793 roku wielorybnicy założyli na niej „urząd pocztowy” w formie baryłki, w której zostawiane były listy, zabierane przez marynarzy podróżujących na właściwej trasie. Była także pierwszą wyspą, na którą w 1832 przybyli Ekwadorczycy; początkowo służyła jako kolonia karna. Współcześnie mieszkańcy zajmują się głównie uprawą roli, słodką wodę czerpią z jeziorka, które napełnia się podczas pory deszczowej; w porze suchej niedobór wody bywa dużym problemem. Dwie trzecie mieszkańców zamieszkuje miasto portowe, Puerto Velasco Ibarra. Na wyspę można dostać się łodzią z wyspy Santa Cruz, średnio co dwa tygodnie.

## Fauna

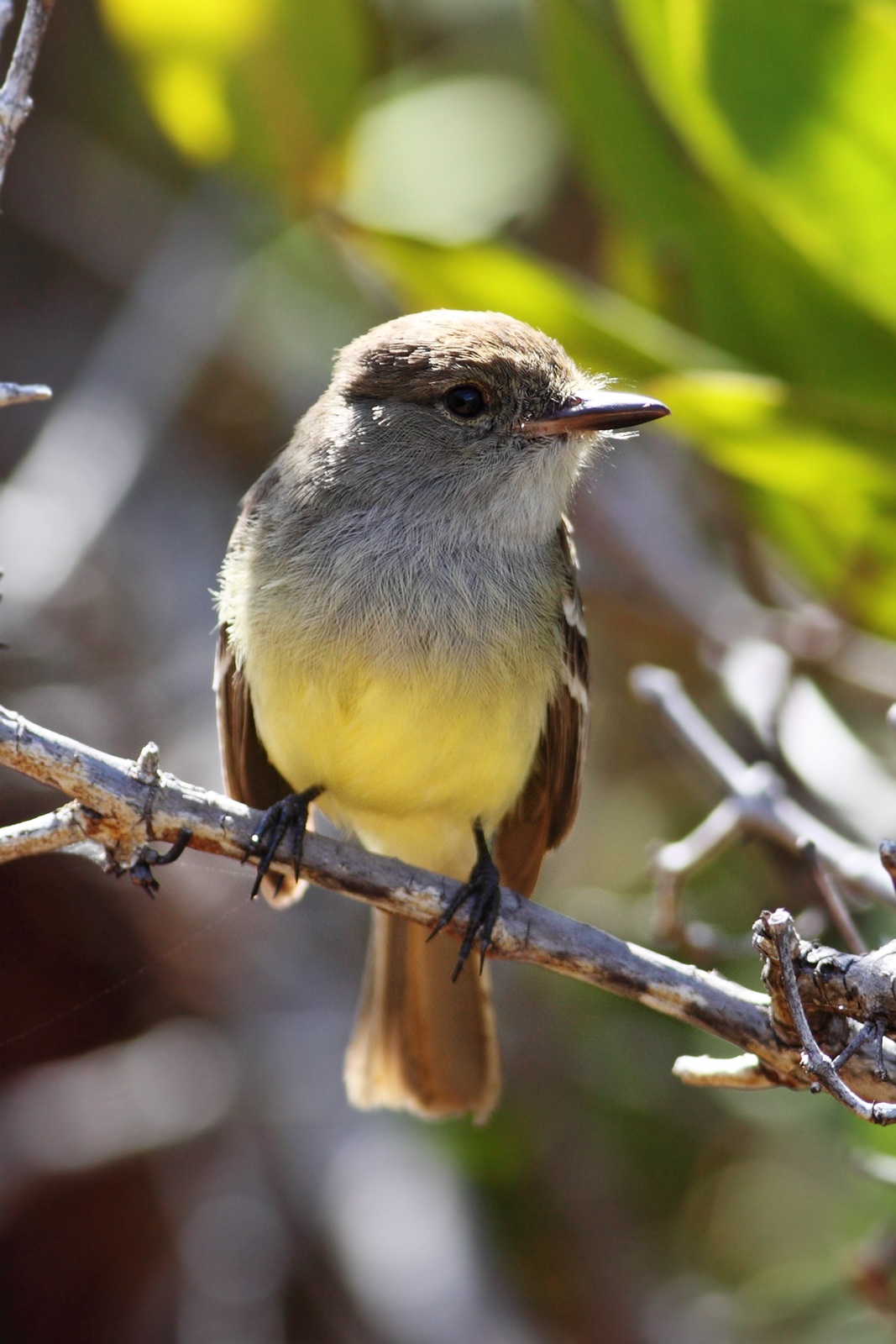
Muchołap wielkodzioby na Floreanie

Przyroda Floreany ucierpiała znacznie na skutek obecności ludzi i sprowadzonych przez nich zwierząt, z których największym problemem dla ekosystemu były kozy, usunięte z wyspy dopiero w 2007 roku. Lokalny podgatunek żółwia słoniowego, Chelonoidis nigra nigra, wymarł, ale wciąż żyją pochodzące od nich mieszańce. Od lat 80. XX wieku prowadzone są prace nad ochroną kolonii petreli galapagoskich na wzgórzu Cerro Pajas. Trzy z czterech gatunków przedrzeźniaczy występujących na Floreanie znajdują się w Czerwonej księdze gatunków zagrożonych. Jeden z nich, przedrzeźniacz jasnolicy (Mimus trifasciatus) jest krytycznie zagrożony, z liczebnością poniżej 100 osobników mieszkających na dwóch wysepkach koło Floreany.
Kilka miejsc na wyspie jest dostępnych dla turystów, wśród nich plaże z białego piasku koralowego i zielonego, z dużą ilością ziaren oliwinu. Turyści odwiedzają także zerodowany przez fale krater wulkaniczny, zwany „koroną diabła”.